# Banská Štiavnica
Banská Štiavnica (în germană Schemnitz, în maghiară Selmecbánya) este un oraș din centrul Slovaciei, situat în munții Štiavnica (în slovacă Štiavnické vrchy). Orașul avea în anul 2005 10.648 locuitori.
Orașul medieval (integral protejat), precum și împrejurimile sale au fost înscrise la 11 decembrie 1993 în lista patrimoniului mondial al Organizației Națiunilor Unite pentru Educație, Știință și Cultură (UNESCO).

## Istorie

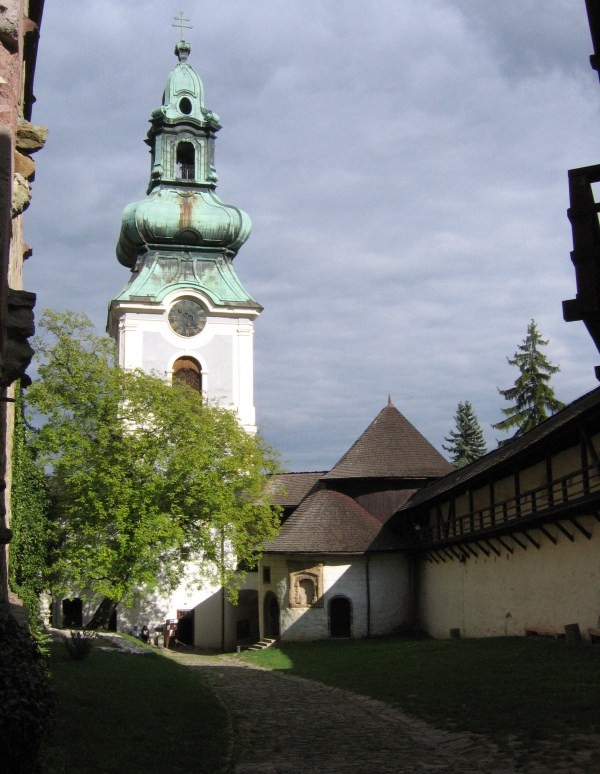
Banská Štiavnica
Starý zámok - Castelul Vechi

Începând cu Evul Mediu, principala activitate din localitate era producerea argintului și aurului. Aici a fost utilizat, pentru prima oară într-o mină, praful de pușcă (1627). O școală de mină a fost fondată aici în 1735, pe care Maria Terezia (1717 – 1780) a transformat-o în Academie, prima de felul acesta. Ca urmare a creării în 1919 a statului Cehoslovacia, această Academie a fost mutată la Sopron, în Ungaria. În anul 1782, Banská Štiavnica era al treilea mare oraș al regatului Ungariei, cu cei 23.192 de locuitori, la care se adăugau peste 40.000 de locuitori ai periferiilor sale, după Bratislava și Debrețin. Începând cu a doua jumătate a secolului al XIX-lea, activitatea minieră a orașului a intrat în declin.

## Demografie
| An:                | 1994   | 2004   | 2014   | 2024   |
| ------------------ | ------ | ------ | ------ | ------ |
| Număr de persoane: | 10.582 | 10.814 | 10.191 | 9293   |
| Diferență:         |        | +2,19% | −5,76% | −8,81% |

| An:                | 2023 | 2024   |
| ------------------ | ---- | ------ |
| Număr de persoane: | 9339 | 9293   |
| Diferență:         |      | −0,49% |

## Monumente

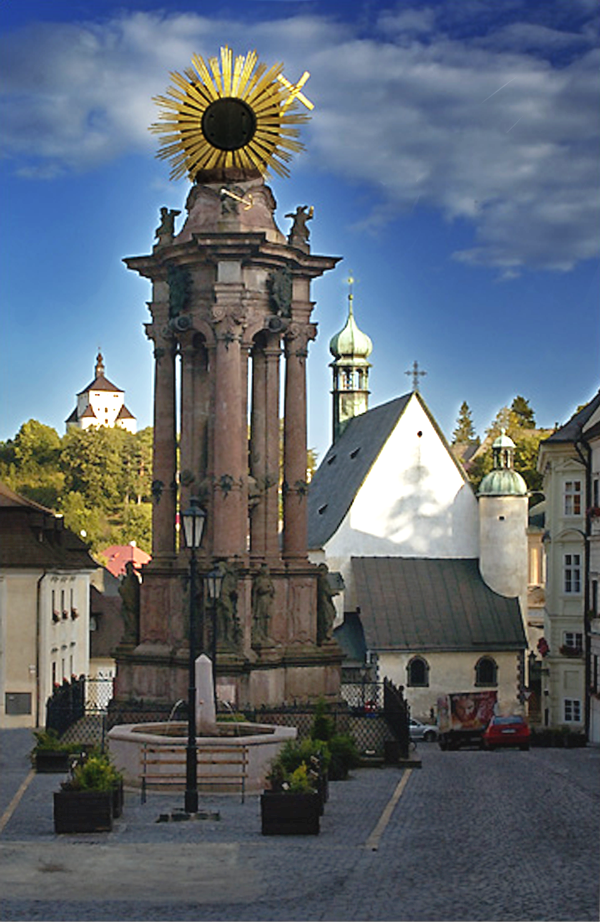
Piaţa Preasfintei Treimi din Banská Štiavnica

Orașul păstrează numeroase monumente: Coloana dedicată Preasfintei Treimi din piața cu același nume, Biserica Sfânta Ecaterina, în stil gotic, Casa Hallenbach, tot în stil gotic, Starý zámok, Klopačka, edificiu din 1544, biserica gotică Frauenberg, dedicată Preacuratei Fecioare Maria, și, în sfârșit, eleganta Piargska brana (poarta orașului) construită în anul 1544 și refăcută în 1751.

## Personalități
- Franz-Joseph Müller von Reichenstein (1740-1825), mineralog, descoperitorul telurului
- Octavian Smigelschi (1866-1912), pictor și grafician român, a activat la Banská Štiavnica, pe atunci având denumirea de Schemnitz, în calitate de profesor de desen, în anii 1890-1891.
- Jozef Karol Hell, inventator și inginer minier
- Maximilian Hell, preot iezuit, astronom, matematician
- Dezo Hoffmann, fotograf
- Nikolaus Joseph von Jacquin, om de știință
- Andrej Kmeť, om de știință
- Domokos Kosáry (1913–2007), istoric maghiar, membru de onoare al Academiei Române (din 1997)
- Master MS, pictor
- Samuel Mikovíny, matematician, inginer și cartograf
- Magda Vášáryová, actriță și diplomat.

## Orașe înfrățite
Banská Štiavnica este înfrățită cu cinci orașe ale lumii:
- - Huenenberg, Elveția
- - Moravská Třebová, Republica Cehă
- - Ptuj, Slovenia
- - Soragna, Italia
- - Olsztynek, Polonia